# Coupe-ongles
Un coupe-ongles ou coupe-ongle (orthographe recommandée de 1990) est un outil de soin du corps permettant de couper les ongles des pieds et des mains. Un coupe-ongles est fait généralement de métal.